# Schefflera abyssinica
Schefflera abyssinica là một loài thực vật có hoa trong Họ Cuồng cuồng. Loài này được (Hochst. ex A.Rich.) Harms miêu tả khoa học đầu tiên năm 1894.